# Ruy Ramos
Ruy Ramos (ラモス 瑠偉, Ramos Ruy, Rio de Janeiro, 9 februari 1957) is een Braziliaans-Japans voormalig voetballer en voetbaltrainer.

## Carrière
Ruy Ramos speelde tussen 1977 en 1998 voor Yomiuri (voorloper van Tokyo Verdy) en Kyoto Purple Sanga. Met Yomiuri won Ramos in 1987 het Asian Club Championship (voorloper van de huidige AFC Champions League).

## Japans voetbalelftal
Ruy Ramos debuteerde in 1990 in het Japans nationaal elftal en speelde 32 interlands, waarin hij een keer scoorde. In 1992 won Ramos met Japan de AFC Asian Cup.

## Statistieken
| Japans voetbalelftal | Japans voetbalelftal | Japans voetbalelftal |
| Jaar                 | Wed.                 | Dlp.                 |
| -------------------- | -------------------- | -------------------- |
| 1990                 | 3                    | 0                    |
| 1991                 | 2                    | 0                    |
| 1992                 | 10                   | 0                    |
| 1993                 | 14                   | 1                    |
| 1994                 | 0                    | 0                    |
| 1995                 | 3                    | 0                    |
| Totaal               | 32                   | 1                    |

## Erelijst
Yomiuri
- Asian Club Championship: 1987
- JSL Division 1: 1983, 1984, 1986/87, 1990/91, 1991/92
- JSL Cup: 1979, 1985, 1991
- Konica Cup: 1990
- XEROX Champions Cup: 1992
- J1 League: 1993, 1994
- Emperor's Cup: 1984, 1986, 1987
- J.League Cup: 1992, 1993, 1994
- Japanse Supercup: 1994, 1995

 Japan
- AFC Asian Cup: 1992

Individueel
- Topscorer JSL Division 1: 1979, 1983
- Japans Voetballer van het Jaar: 1990, 1991
- J.League Best XI: 1993, 1994